# Morphine (nouvelle)
Pour les articles homonymes, voir Morphine (homonymie).
Morphine est une nouvelle de l'écrivain soviétique Mikhaïl Boulgakov. Elle se présente sous forme d'un journal tenu par le héros, un personnage fictif. Elle a été publiée en décembre 1927 dans la revue Meditsinkii Rabotnik (Le Travailleur médical).

## Résumé
Il s'agit du journal d'un jeune médecin, le docteur Poliakov, affecté juste après la Révolution russe à un poste dans une clinique rurale. Il y sera le seul médecin, assisté d'Anna, une infirmière dévouée. Il est atteint d'un mal qui n'est jamais nommé dans le récit, mais dont seule la morphine parvient à atténuer les effets. À ceci s'ajoute l'isolement et la solitude, nouveaux pour cet homme habitué à la grande ville où il a suivi ses études. Poliakov tombe alors dans la toxicomanie sous le regard impuissant d'Anna, qui voit augmenter les commandes de morphine pour le dispensaire. Bientôt, le narrateur éprouvera les affres du manque et sombrera dans la détresse et la folie, dont seul le suicide le sortira.
Le journal du médecin retrace la chronique de sa dépendance à la morphine, de sa première injection à la dernière un an plus tard. Il vit d'abord l'euphorie : « Je ne peux m'empêcher de faire mes compliments à celui qui, le premier, a extrait de la morphine d'une tête de pavot. Un authentique bienfaiteur de l'humanité ». Puis le désespoir : « De nouveau pleuré. Que veut dire cette faiblesse et cette abjection, la nuit ? » Le docteur Poliakov décrit minutieusement sa déchéance, la fréquence des injections et leurs effets. Il exprime sa détresse et raconte sa dépendance de plus en plus forte à la drogue. Il écrit dans son journal de bord : « Je suis empoisonné, ce n'est pas un journal mais l'histoire d'une maladie ». Le poison détruit sa mémoire, et lui fait vivre mélancolie et hallucinations morbides.

## Commentaires
Bien que n'étant pas autobiographique au même titre que Les Récits d'un jeune médecin, cette nouvelle est très inspirée de la vie de son auteur qui exerça la médecine entre 1916 et 1920 dans des conditions voisines de celles vécues par le docteur Poliakov : lui aussi a été morphinomane. Inapte au service militaire, il a dirigé un hôpital de campagne. Se retrouvant isolé pendant deux ans, il est devenu dépendant mais, contrairement au personnage du roman, a réussi à se désintoxiquer grâce à l'aide de sa femme. D'après Le Point, le texte de Boulgakov, « épuré et profond, prend aux tripes tant le mal y est analysé à la loupe et découpé au scalpel, en peu de mots. Ce maître de la littérature russe (d)écrit ce qu'il a lui-même approché ».
Selon Chronic'art, la nouvelle Morphine traite en soixante pages d’un « suicide différé, d’une agonie programmée ». La nouvelle est le récit de l'obsession d'un morphinomane attaché à sa substance, « l’unique amie que j’ai au monde » comme le dit le médecin Poliakov dans son journal intime. Chronic'art écrit : « qui souhaite se confronter à un texte où la dégradation (psychique et physique) atteint des degrés insoupçonnés, où les pensées essentielles ne peuvent se bousculer que dans une solitude extrême, nul doute que Morphine constitue un spectacle saisissant ».
Morphine reprend une partie d'un tout premier roman écrit par Boulgakov au début des années 1920 sous le titre provisoire de Nedoug (Maladie ou Infirmité en russe) qui fut détruit par l'auteur.

## Citations
- « Ce serait très bien si le médecin avait la possibilité d'essayer sur lui-même un grand nombre de médicaments. Il aurait une tout autre notion de leurs effets »[2]
- « La cocaïne, c'est le diable dans un flacon ! »

## Traduction française
- Morphine (trad. du russe par Marianne Gourg-Antuszewicz), Ginkgo éditeur [« Petite Bibliothèque slave »], 2022, 80 p. (ISBN 978-2-84679-508-1)
- Mikhaïl Boulgakov (trad. du russe par Jean-Louis Chavarot, préf. Françoise Flamant), Œuvres, t. I : La Garde blanche. Nouvelles, récits, articles de variétés, Paris, Gallimard, coll. « Bibliothèque de la Pléiade » (no 439), 1997, 1950 p. (ISBN 2-07-011299-3), « Morphine »